# Vivandière

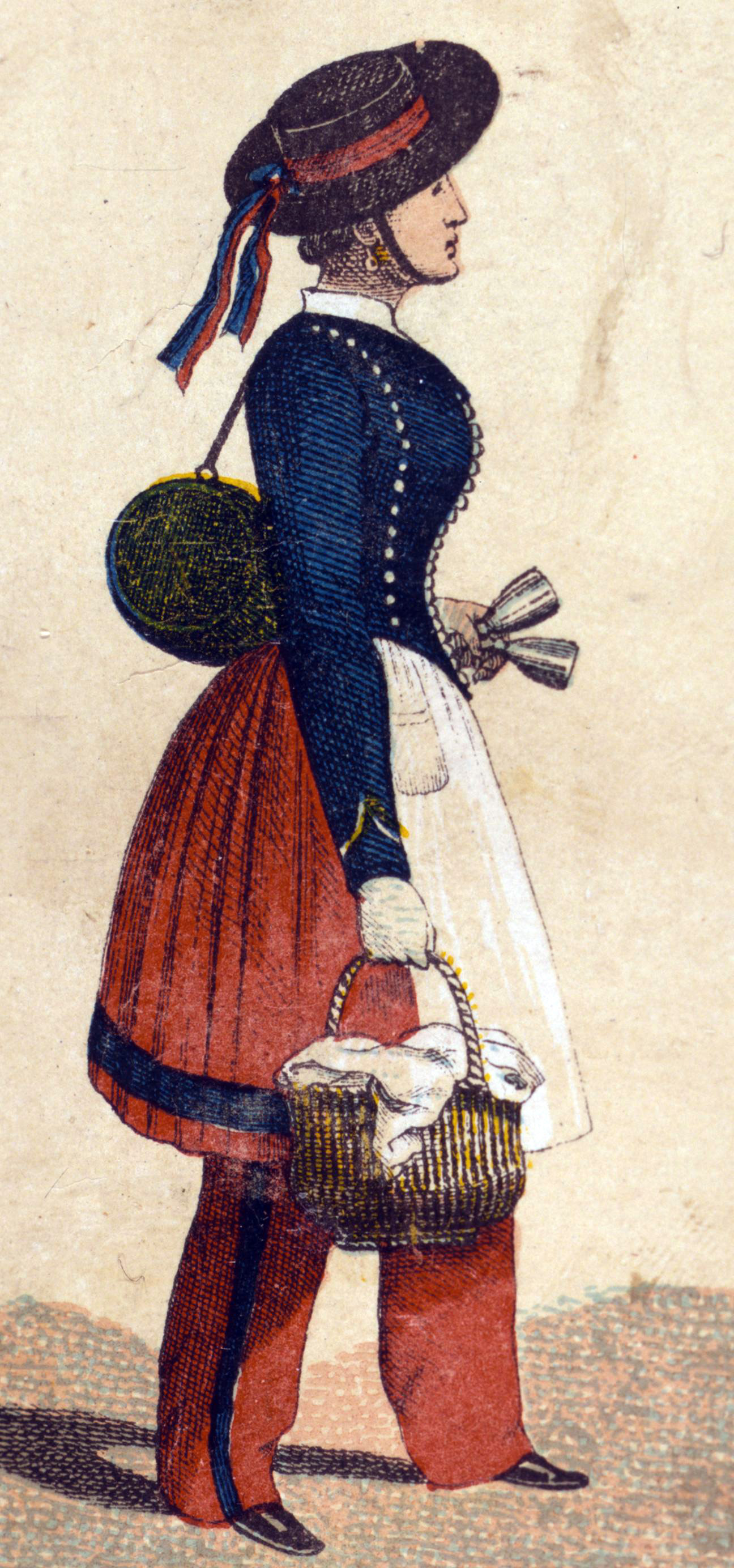
En cantiniere i uniform, 1853.

Vivandière eller cantinière var de kvinnor som ansvarade för den franska arméns marketenteri mellan 1793 och 1905.
Före franska revolutionen sköttes marketenteriet formellt av vissa soldater, vivandiers som fått privilegiet att sälja vad soldaterna behövde i fält, som mat, dryck, tobak, skrivpapper och hårpuder, eftersom soldater som tvingades lämna lägret för att få tag på detta var i risk att desertera. I praktiken överlät de soldater som fått privilegiet att handla med dessa varor ofta sysslan på sina hustrur, som följde med armén i fält, och dessa kallades därför för den feminina versionen av vivandiers, det vill säga vivandière. Andra soldathustrur arbetade också som blanchisseuses (tvätterskor).
Den franska revolutionen splittrade den gamla militära organisationen. När armén skulle organiseras om, förekom krav på att kvinnor skulle tillåtas tjänstgöra i armén, och en kort tid förekom också en minoritet kvinnliga soldater. När den nya militära organisationen fastställdes 1793, ville myndigheterna förhindra fler kvinnor att tjänstgöra som soldater, och genom den nya arméstadgan 1793 förbjöds kvinnor i armén utom som blanchisseuses eller vivandières. Dessa två kategorier infördes i gengäld som självständiga tjänster. Cantinière var en informell titel som var särskilt populär under napoleonkrigen och kom ur det faktum att vivandieres drev just en kantin (i baracken eller, under fälttåg, i tälten). 
Vivandière blev liksom soldater inkluderade i den formella militära organisationen och tilldelade sitt eget kompani, som de följde i fält. Från åtminstone 1832 bar de också klart fastställda uniformer: även från början hade många burit uniformer, fast detta då inte var reglerat. De åtnjöt allmän popularitet i Frankrike särskilt under det andra kejsardömet, och deltog i offentliga militärparader. De omtalades ofta i notiser som modiga, hyllades för att vårda soldater i strid och ska ha betraktats som moder- och systergestalter av soldaterna. 
Under tredje republiken fasades tjänsten snabbt ut: 1875 förbjöds de bära uniformer, 1890 förbjöds de att följa armén ut i fält, och 1905 förbjöds de helt, även om de redan befintliga fick kvarstanna i tjänst, och ersattes med manliga cantiniers.  